# Laboe
Laboe (phát âm tiếng Đức: [laˈbøː]) là một đô thị thuộc huyện Plön, bang Schleswig-Holstein, Đức.